# Tony Kenning
Tony Kenning (właśc. Anthony Kenning, ur. 1960 w Sheffield) — angielski perkusista, dawniej członek zespołu rockowego Def Leppard, w którym występował w latach 1977-1978. Po opuszczeniu zespołu grał jeszcze w popowej grupie Cairo. To właśnie on zaproponował zmianę nazwy grupy z Deaf Leopard na Def Leppard.